# Scottish FA Cup 1879/80
Der Scottish FA Cup wurde 1879/80 zum 7. Mal ausgespielt. Der wichtigste Fußball-Pokalwettbewerb im schottischen Vereinsfußball wurde vom Schottischen Fußballverband geleitet und ausgetragen. Er begann am 6. September 1879 und endete mit dem Finale am 21. Februar 1880 im Cathkin Park von Glasgow. Als Titelverteidiger startete der FC Vale of Leven in den Wettbewerb, der im Finale des Vorjahres gegen die Glasgow Rangers durch Walkover gewonnen hatte. Im diesjährigen Endspiel um den Schottischen Pokal traf der FC Queen’s Park auf den FC Thornliebank. Die Spiders erreichten zum vierten Mal das Endspiel im schottischen Pokal. Thornliebank nahm zum ersten und zugleich letzten Mal am Endspiel teil. Das Finale gewann die Mannschaft aus Glasgow mit 3:0 und holte damit zum 4. Mal in der Vereinsgeschichte den Pokal.

## 1. Runde
Ausgetragen wurden die Begegnungen am 6., 20., 22. und 27. September 1879. Die Wiederholungsspiele fanden am 27. September und 4. Oktober 1879 statt.
|                               | Ergebnis |                                    |
| ----------------------------- | -------- | ---------------------------------- |
| 19th Lanark Rifle Volunteers  | w/o      | FC Wellpark                        |
| FC Ailsa                      | w/o      | FC Burnside                        |
| FC Athol                      | w/o      | FC Blythswood                      |
| FC Beith                      | 2:2      | FC Kilbirnie                       |
| FC Cambuslang                 | w/o      | FC Uddingston                      |
| FC Clyde                      | w/o      | 1st Lanark Rifle Volunteers        |
| FC Cumnock                    | w/o      | FC Irvine                          |
| FC Dumbarton                  | 4:3      | FC Vale of Leven                   |
| FC Harmonic                   | w/o      | FC Stonefield                      |
| FC Havelock                   | w/o      | 4th Renfrew Rifle Volunteers       |
| FC John Elder                 | w/o      | FC Derby                           |
| Johnstone Athletic            | w/o      | FC Port Glasgow                    |
| FC Kilmarnock                 | w/o      | Ayr Academicals                    |
| FC Lennox                     | w/o      | Renton Thistle                     |
| FC Maybole Carrick            | w/o      | FC Girvan                          |
| FC Newmilns                   | w/o      | FC Avondale                        |
| FC Parkgrove                  | w/o      | FC Clydesdale                      |
| FC Portland                   | w/o      | FC Lanemark                        |
| FC Possil Bluebell            | w/o      | FC Telegraphists                   |
| Queen of the South Wanderers  | w/o      | FC Annan                           |
| Renfrew Ramblers              | w/o      | 23rd Renfrewshire Rifle Volunteers |
| FC Rosslyn                    | w/o      | FC Blackfriars                     |
| FC South Western              | w/o      | FC Whiteinch                       |
| Third Lanark                  | w/o      | Union Dumbarton                    |
| FC Upper Clydesdale           | w/o      | FC Mount Vernon                    |
| FC Vale of Teith              | w/o      | FC Clifton                         |
| 17th Renfrew Rifle Volunteers | 4:1      | FC Levern                          |
| FC Airdrie                    | 1:0      | FC East Kilbride                   |
| Alexandra Athletic            | 4:0      | FC Albatross                       |
| FC Arbroath                   | 5:1      | Our Boys Dundee                    |
| FC Arthurlie                  | 3:0      | FC Busby                           |
| FC Ayr                        | 0:6      | Kilmarnock Athletic                |
| Barrhead Rangers              | 0:5      | FC Renfrew                         |
| FC Brunswick                  | 5:0      | Edinburgh Swifts                   |
| FC Campsie Glen               | * 4:1 *  | Milngavie Thistle                  |
| FC Cartvale                   | 5:2      | FC Wellington Park                 |
| FC Clarkston                  | 2:1      | FC Stonelaw                        |
| Cree Rovers                   | 0:2      | FC Stranraer                       |
| FC Dunfermline                | 2:0      | Edinburgh Thistle                  |
| FC Excelsior                  | 2:1      | FC Clydebank                       |
| FC Falkirk                    | 4:2      | Bonnybridge Grasshoppers           |
| Govan Athletic                | 2:1      | FC Caledonian                      |
| Hamilton Academical           | 2:0      | FC Glengowan                       |
| FC Helensburgh                | 4:2      | FC Alclutha                        |
| Hibernian Edinburgh           | 5:1      | FC Hanover                         |
| Hurlford United               | 2:0      | FC Catrine                         |
| FC Jamestown                  | 2:1      | FC Star of Leven                   |
| FC Jordanhill                 | 2:1      | FC Kelvinbank                      |
| FC Kennishead                 | 2:1      | FC Glenkilloch                     |
| FC Ladywell                   | 2:0      | FC Auchinleck                      |
| FC Mauchline                  | 3:1      | FC Dean                            |
| FC Milton of Campsie          | 3:1      | FC King’s Park                     |
| FC Netherlee                  | 0:0      | Greenock Morton                    |
| FC Northern                   | 3:0      | FC Thistle                         |
| FC Oxford                     | 2:2      | Pollokshields Athletic             |
| FC Possilpark                 | 0:0      | FC City                            |
| Glasgow Rangers               | 0:0      | FC Queen’s Park                    |
| FC Renton                     | 2:2      | Kilmarnock Thistle                 |
| FC Rob Roy                    | 2:1      | FC Coupar Angus                    |
| FC Strathblane                | 1:0      | FC Lenzie                          |
| FC Thornliebank               | 4:0      | FC Yoker                           |
| Heart of Midlothian           | w/o      | 3rd Edinburgh Rifle Volunteers     |
| Kirkintilloch Athletic        | 5:2      | FC Star of Leven                   |
| FC Partick                    | 2:0      | FC Petershill                      |
| FC Shotts                     | 2:1      | FC Drumpellier                     |
| FC Whitefield                 | 7:0      | FC Govanhill                       |

### Wiederholungsspiele
|                        | Ergebnis |                   |
| ---------------------- | -------- | ----------------- |
| Greenock Morton        | 7:4      | FC Netherlee      |
| FC Kilbirnie           | 2:2      | FC Beith          |
| Kilmarnock Thistle     | 0:8      | FC Renton         |
| Pollokshields Athletic | 4:0      | FC Oxford         |
| FC Possilpark          | 3:1      | FC City           |
| FC Queen’s Park        | 5:1      | Glasgow Rangers   |
| FC Campsie Glen        | 4:0      | Milngavie Thistle |

## 2. Runde
Ausgetragen wurden die Begegnungen am 11. und 18. Oktober 1879. Die Wiederholungsspiele fanden am 18., 20.  und 25. Oktober 1879 statt.
|                              | Ergebnis |                               |
| ---------------------------- | -------- | ----------------------------- |
| Alexandra Athletic           | 5:0      | FC Harmonic                   |
| FC Arthurlie                 | 8:3      | Greenock Morton               |
| Barrhead Rangers             | 2:1      | Renfrew Ramblers              |
| FC Cambuslang                | 4:1      | FC Airdrie                    |
| FC Clyde                     | 2:1      | Govan Athletic                |
| FC Cumnock                   | w/o      | FC Tarbolton                  |
| FC Dumbarton                 | 7:0      | FC Helensburgh                |
| FC Excelsior                 | 2:1      | FC Belshill                   |
| Hamilton Academical          | 3:0      | FC Upper Clydesdale           |
| Hibernian Edinburgh          | 4:0      | FC Dunfermline                |
| FC John Elder                | * 1:0 *  | FC Jordanhill                 |
| Johnstone Athletic           | 6:0      | FC Cartvale                   |
| Kilmarnock Athletic          | 1:1      | FC Kilbirnie                  |
| Kirkintilloch Athletic       | ** 0:1 * | FC Jamestown                  |
| FC Ladywell                  | 6:1      | FC Stewarton                  |
| FC Mauchline                 | 6:2      | FC Kilmarnock                 |
| FC Maybole Carrick           | 1:8      | Hurlford United               |
| FC Milton of Campsie         | 0:4      | FC Campsie Glen               |
| FC Northern                  | 3:1      | FC Whitefield                 |
| FC Partick                   | 3:1      | FC Havelock                   |
| FC Plains Bluebell           | 2:0      | FC Newmilns                   |
| Pollokshields Athletic       | 5:1      | FC Dennistoun                 |
| FC Portland                  | 2:1      | FC Beith                      |
| FC Possilpark                | 4:1      | High School                   |
| Queen of the South Wanderers | 6:0      | FC Stranraer                  |
| FC Queen’s Park              | 14:10    | 19th Lanark Rifle Volunteers  |
| FC Renton                    | 1:1      | FC Lennox                     |
| FC Rob Roy                   | 3:0      | FC Vale of Teith              |
| FC Shotts                    | 0:2      | FC Clarkston                  |
| FC South Western             | 9:0      | FC Athol                      |
| FC Strathblane               | 1:0      | FC Falkirk                    |
| FC Strathmore                | w/o      | FC St. Clement’s              |
| Third Lanark                 | 0:0      | FC Possil Bluebell            |
| FC Thornliebank              | 6:1      | 17th Renfrew Rifle Volunteers |
| FC Ailsa                     | 3:1      | FC Rosslyn                    |
| Heart of Midlothian          | * 4:2 *  | FC Brunswick                  |
| FC Kennishead                | 5:0      | FC Cartvale                   |

### Wiederholungsspiele
|                     | Ergebnis |                     |
| ------------------- | -------- | ------------------- |
| FC Kilbirnie        | 1:0      | Kilmarnock Athletic |
| Heart of Midlothian | 2:1      | FC Brunswick        |
| FC Jordanhill       | 1:2      | FC John Elder       |
| FC Lennox           | 1:1      | FC Renton           |
| Third Lanark        | 1:0      | FC Possil Bluebell  |

## 3. Runde
Ausgetragen wurden die Begegnungen am 1.,8. und 15. November 1879. Die Wiederholungsspiele fanden am 8. und 15. November 1879 statt.
|                        | Ergebnis |                              |
| ---------------------- | -------- | ---------------------------- |
| FC Arthurlie           | 1:2      | FC Renfrew                   |
| FC Dumbarton           | 5:0      | FC Renton                    |
| FC Jamestown           | 5:1      | FC Lennox                    |
| Johnstone Athletic     | 3:1      | FC Kennishead                |
| FC Kilbirnie           | w/o      | FC Ladywell                  |
| FC Mauchline           | 0:0      | FC Portland                  |
| FC Parkgrove           | 6:2      | Alexandra Athletic           |
| FC Plains Bluebell     | w/o      | Queen of the South Wanderers |
| Pollokshields Athletic | 2:1      | FC Northern                  |
| FC Queen’s Park        | 5:1      | FC Partick                   |
| FC South Western       | 2:1      | FC John Elder                |
| FC Thornliebank        | 1:0      | Barrhead Rangers             |
| Hamilton Academical    | 7:1      | FC Excelsior                 |
| FC Rob Roy             | 1:0      | Edinburgh University         |
| Third Lanark           | 1:1      | Glasgow University           |
| FC Arbroath            | 6:1      | FC Strathmore                |
| FC Cambuslang          | 4:2      | FC Clarkston                 |
| FC Clyde               | 6:1      | FC Ailsa                     |
| Hibernian Edinburgh    | 2:1      | Heart of Midlothian          |
| Hurlford United        | 1:0      | FC Cumnock                   |
| Kirkintilloch Athletic | 6:2      | FC Lennox                    |
| FC Strathblane         | 2:1      | FC Campsie Glen              |

### Wiederholungsspiele
|              | Ergebnis |                    |
| ------------ | -------- | ------------------ |
| FC Portland  | 0:1      | FC Mauchline       |
| Third Lanark | 6:0      | Glasgow University |

## 4. Runde
Ausgetragen wurden die Begegnungen am 22. und 29. November 1879. Die Wiederholungsspiele fanden am 29. November 1879 statt.
|                     | Ergebnis |                        |
| ------------------- | -------- | ---------------------- |
| FC Dumbarton        | 11:00    | FC Clyde               |
| Hibernian Edinburgh | 2:2      | FC Parkgrove           |
| Johnstone Athletic  | 2:4      | FC Rob Roy             |
| FC Kilbirnie        | 1:1      | Hurlford United        |
| FC Queen’s Park     | 10:10    | FC Strathblane         |
| FC Renfrew          | 1:2      | Pollokshields Athletic |
| FC South Western    | 4:0      | FC Arbroath            |
| FC Thornliebank     | 12:00    | FC Possilpark          |
| FC Cambuslang       | 3:0      | FC Plains Bluebell     |
| FC Mauchline        | 2:0      | Hamilton Academical    |
| Third Lanark        | 5:1      | Kirkintilloch Athletic |

### Wiederholungsspiele
|                 | Ergebnis |                     |
| --------------- | -------- | ------------------- |
| Hurlford United | 1:1      | FC Kilbirnie        |
| FC Parkgrove    | 2:2      | Hibernian Edinburgh |

## 5. Runde
Ausgetragen wurden die Begegnungen am 20. und 27. Dezember 1879. Das Wiederholungsspiel fand am 27. Dezember 1879 statt.
|                        | Ergebnis |                     |
| ---------------------- | -------- | ------------------- |
| FC Dumbarton           | 6:2      | FC Kilbirnie        |
| FC Mauchline           | 0:2      | Hibernian Edinburgh |
| FC Queen’s Park        | 15:10    | Hurlford United     |
| FC South Western       | 1:1      | FC Parkgrove        |
| Third Lanark           | bye      |                     |
| FC Thornliebank        | 12:00    | FC Rob Roy          |
| Pollokshields Athletic | 4:0      | FC Cambuslang       |

### Wiederholungsspiel
|                  | Ergebnis |              |
| ---------------- | -------- | ------------ |
| FC South Western | 3:2      | FC Parkgrove |

## 6. Runde
Ausgetragen wurden die Begegnungen am 3. Januar 1880. Das Wiederholungsspiel fand am 10. Januar 1880 statt.
|                        | Ergebnis |                     |
| ---------------------- | -------- | ------------------- |
| FC Dumbarton           | 6:2      | Hibernian Edinburgh |
| Pollokshields Athletic | 6:1      | FC South Western    |
| FC Queen’s Park        | bye      |                     |
| Third Lanark           | 1:1      | FC Thornliebank     |

### Wiederholungsspiel
|              | Ergebnis |                 |
| ------------ | -------- | --------------- |
| Third Lanark | 1:2      | FC Thornliebank |

## Halbfinale
Ausgetragen wurden die Begegnungen am 17. Januar 1880.
|                 | Ergebnis |                        |
| --------------- | -------- | ---------------------- |
| FC Queen’s Park | 1:0      | FC Dumbarton           |
| FC Thornliebank | 2:1      | Pollokshields Athletic |

## Finale
| FC Queen’s Park                            | FC Queen’s Park | FC Thornliebank | FC Thornliebank |
| ------------------------------------------ | --- | --- | --------------- |
| FC Queen’s Park                            | \| Finale \| \| 21. Februar 1880 in Glasgow (Cathkin Park) \| \| Ergebnis: 3:0 (2:0) \| \| Zuschauer: 5.500 \| \| Schiedsrichter: D. Hamilton \| \| Spielbericht \|           | \| Finale \| \| 21. Februar 1880 in Glasgow (Cathkin Park) \| \| Ergebnis: 3:0 (2:0) \| \| Zuschauer: 5.500 \| \| Schiedsrichter: D. Hamilton \| \| Spielbericht \| | FC Thornliebank |
| FC Queen’s Park                            | John Graham, William Somers, Robert Neill, Charles Campbell, David Davidson, James Richmond, James Weir, Thomas Highet, George Ker, John Kay, Henry McNeil Cheftrainer: n. b. | J. Cadden, J. Jamieson, W. Marshall, A. Henderson, Bill McFettridge, A. Clark, A. Brannan, W. Anderson , D. Wham, T. Brannan, A.S. Hutton Cheftrainer: n. b.        | FC Thornliebank |
| FC Queen’s Park                            | 1:0 n. b. (30.) 2:0 George Ker (44.) 3:0 John Kay (n. b.) | | FC Thornliebank |
| Finale                                     | | |                 |
| 21. Februar 1880 in Glasgow (Cathkin Park) | | |                 |
| Ergebnis: 3:0 (2:0)                        | | |                 |
| Zuschauer: 5.500                           | | |                 |
| Schiedsrichter: D. Hamilton                | | |                 |
| Spielbericht                               | | |                 |